# Salona
Salona (horvátul: Solin, latinul: Salona) város és község Horvátországban Split-Dalmácia megyében. A város egykoron a Salonai egyházmegye (majd főegyházmegye) (most Split-Makarskai főegyházmegye) püspöki (érseki) székvárosa volt.

## Fekvése
Split északkeleti szomszédságában, vele teljesen összeépülve, a Kozjak- és a Mosor-hegység lábánál, a Trogir, Split és Klissza felé vezető utak kereszteződésénél fekszik. A városon keresztülfolyik a „horvát Jordánnak” is nevezett Jadro folyó, melynek a közelben van a torkolata.

## A község települései
Közigazgatásilag Blaca, Kučine, Mravince és Vranjic települések tartoznak hozzá.

## Története
Az egykori római várost és tartományi székhelyet Salonát még időszámításunk előtt a 3. században alapították az illírek. A város azonban hamarosan a terjeszkedő Római Birodalom uralma alá került. I. e. 119-ben Lucius Caecilius Metellus itt ünnepelte az illírek felett aratott győzelmét, mellyel kiérdemelte a „Dalmaticus” melléknevet. Az első triumvirátus szétesése után a város Julius Caesart támogatta, ezért i. e. 48-ban megkapta a római kolónia rangját, és „Colonia Martia Ivlia Salona” néven Dalmatia római provincia fővárosa lett. Miután a rómaiak leverték a 6. és 9. között zajlott utolsó illír felkelést megindult a város békés fejlődése és csakhamar a térség legfontosabb kereskedelmi és közigazgatási centrumává vált. Virágkorát Diocletianus idejében, a 3. - 4. században élte, mikor egyes becslések szerint több mint hatvanezer lakosa is lehetett és ezzel a birodalom negyedik legnagyobb városa volt. A kereszténység terjedésével a Salonai egyházmegye székhelye lett. Egyik első püspöke 284 és 304 között Szent Domnius (horvátul: Dujam) volt, aki a diocletianusi keresztényüldözés idején 304-ben a város keresztényeivel együtt a helyi amfiteátrumban halt vértanúhalált. Testét a városon kívül, az északi temetőben helyezték örök nyugalomra, ahol sírja fölé az 5. században ókeresztény bazilikát építettek. Ebben az időben szenvedett vértanúhalált Salonában Anasztázia, Aszteria és Diocletianus négy testőre is.
A kereszténység felvétele után a fórum környéke teljesen átalakult. Itt épült ki az 5. században a püspökség központja a két bazilikával, a keresztelőkápolnával és a püspöki palotával. Az 5. század elején a salonai püspök Dalmácia tartomány érseke lett, akihez egész Nyugat-Dalmácia hozzá tartozott. A Római Birodalom bukása után 476-ban Salona Odoaker osztrogót királyságának a része lett, majd bizánci uralom alá került. A pogány szlávok és avarok megújuló támadásai miatt 614-ben a várost a lakosság elhagyta, és biztonságosabb tengerparti településekre; Splitbe és Trogirba költözött át. A város teljesen elnéptelenedve, hosszú időre az enyészeté lett egészen a horvátok keresztény hitre téréséig. Jelena Slavna horvát királyné a 10. században két templomot is építtetett ide, az ókori romoktól keletre, a Jadro folyó szigetére. A Szent István templom királyi temetkezőhelynek, a Szűz Mária templom pedig koronázó templomnak épült. A Szent István templom egy háromhajós bazilika volt, ide temetkeztek a horvát királyi család tagjai. Frane Bulić atya, a neves régész és történész 1898-ban meg is találta az alapító királyné 976-ból származó nevezetes szarkofágját. A Szűz Mária templom még ma is áll, bár a történelem során többször lerombolták, de mindig újjáépítették. Ma az ország legősibb Mária-szentélye, melyet 1998. október 4-én II. János Pál pápa is meglátogatott. 1076. október 8-án a salonai Szent Péter és Mózes-templomban (ma Üreges templomként ismeretes) koronázták meg Dmitar Zvonimir horvát királyt és feleségét I. Béla magyar király lányát Ilona horvát királynét, akit páratlan szépsége miatt a horvátok Jelena Lijepának, azaz Szép Ilonának neveztek. A város továbbra is lakott maradt, bár korábbi jelentőségét a dinamikusan fejlődő Splittel és Trogirral szemben fokozatosan elveszítette. Ismeretlen szerzőtől származó korabeli feljegyzés szerint 1531-ben Husszein boszniai pasa várat épített ide, amely azonban csak tizenöt napig volt épen, mert a Klisszából támadó uszkókok elfoglalták és lerombolták. A török 1536-ban újra felépítette, de ezúttal is csak húsz napig állt. Valószínűleg ez alatt a vár alatt vívta 1537-ben a híres klisszai várkapitány Krusics Péter utolsó, végzetes párviadalát. Még az évben elesett a kapitányát veszített közeli Klissza vára, ezzel Salona a határ közelsége miatt a török és velencei hadak közötti sorozatos összecsapások egyik színterévé vált. Megmaradt lakossága részben a közeli erődített városokba menekült, részben pedig Novo Selo néven új települést alapított és kétfelé adózott. A térség felszabadítására 1648-ban került sor, amikor a solini mezőn felsorakozott, Leonardo Foscolo vezette velencei hadak megtámadták és visszafoglalták Klissza várát. Ezt követően a 17. század végén a néptelen Vranjic-félszigetre, a Kašteláig terjedő területre, valamint Salona, Klissza és Kamena környékére több mint hatszáz katolikus horvát családot telepítettek be, de voltak közöttük pravoszlávok és muzulmánok is. Az újonnan érkezettek a dalmáciai Zagora, főként Drniš környékéről érkeztek. A betelepülők háborúban katonai szolgálatra kötelezettek voltak, békeidőben pedig kaštelai és spliti birtokosok földjein gazdálkodtak. Katonai szolgálatukra rövidesen szükség is volt, amikor 1715-ben a török végigrabolta a Klisszáig és a split mezőig terjedő területet. A spliti érsek feljegyzése szerint 1725-ben Salona és Vranjica területén több mint hatszáz család élt, ami abban az időben nagy számnak számított. Ennek ellenére Salona továbbra is a kisebb települések közé tartozott.
1797-ben a Velencei Köztársaság megszűnésével a település a Habsburg Birodalom része lett. 1806-ban Napóleon csapatai foglalták el, 1809-ben az Illír tartományok része, majd Napóleon lipcsei veresége után 1813-ban újra az osztrákoké lett, az első világháború végéig. A városnak 1857-ben 866, 1910-ben 2110 lakosa volt. Frane Bulic atya (1846-1934) kezdeményezésére 1891-ben kezdődtek itt meg a feltárási munkálatok, aki a feltárás költségeit is megelőlegezte. Azonban - bár az ásatási munkálatok több mint 100 éve folynak, a hatalmas rommezőnek máig is csak a kisebbik részét tárták fel. Az első világháború után rövid ideig az Olasz Királyság, ezután a Szerb-Horvát-Szlovén Királyság, majd a Jugoszláv Királyság része lett. A második világháború idején olasz csapatok szállták meg. A háború után a település a szocialista Jugoszlávia része lett. Lakossága 2011-ben 20212 fő volt.

## Lakosság
| Lakosság változása | Lakosság változása | Lakosság változása | Lakosság változása | Lakosság változása | Lakosság változása | Lakosság változása | Lakosság változása | Lakosság változása | Lakosság változása | Lakosság változása | Lakosság változása | Lakosság változása | Lakosság változása | Lakosság változása | Lakosság változása | Lakosság változása |
| ------------------ | ------------------ | ------------------ | ------------------ | ------------------ | ------------------ | ------------------ | ------------------ | ------------------ | ------------------ | ------------------ | ------------------ | ------------------ | ------------------ | ------------------ | ------------------ | ------------------ |
| 1857               | 1869               | 1880               | 1890               | 1900               | 1910               | 1921               | 1931               | 1948               | 1953               | 1961               | 1971               | 1981               | 1991               | 2001               | 2011               | 2021               |
| 866                | 1.739              | 1.054              | 1.235              | 1.599              | 2.110              | 2.396              | 3.289              | 1.971              | 1.954              | 3.588              | 9.137              | 11.176             | 12.575             | 15.850             | 20.212             | 20.996             |

#### 1991 Népszámlálás
| Salona/Solin |
| --- |
| 1991 |
| total: 12,575 Horvátok 11,864 (94,34%) Szerbek 301 (2,39%) Jugoszlávok 80 (0,63%) Muszlimok 56 (0,44%) Szlovének 16 (0,12%) Montenegróiak 6 (0,04%) Macedónok 5 (0,03%) Magyarok 4 (0,03%) Csehek 3 (0,02%) Oroszok 3 (0,02%) Albánok 2 (0,01%) Lengyelek 2 (0,01%) Olaszok 2 (0,01%) Ruszinok 2 (0,01%) Bolgárok 1 (0,00%) |

## Nevezetességei
- Az ókori városmag[5] trapéz alakú volt tornyokkal erősített falakkal körülvéve, melyek részben a 2. században készültek. Máig fennmaradt a nagy kőtömbökből rakott városfalak keleti része a Porta Caesareával az Augustus császár idejéből származó nyolcszögletű kaputoronnyal. Az innen induló utak egyike déli-délnyugati irányban haladt, míg a másik északra, a település belseje felé ment. A város fejlődése során Augustus idejétől fogva az 1. század végéig épültek meg a főbb középületek. A délkeleti részen épült meg a város fóruma a capitoliummal, mint a közélet és a hitélet központjával. A fórum közelében az 1. század végén épült fel a színház, amely mintegy 3500 néző befogadására volt alkalmas. A színháztól délre található a korábban épített templom. A városfalon kívül a kivezető utak mellett voltak római szokás szerint a temetők. A legnagyobb a nyugati temető volt, mely a Tragurium felé menő út mellett feküdt. Ezen kívül még egy keleti és egy délkeleti temető is volt, melyek területén számos római kori lelet került elő. Az 1. századtól a város nyugat és kelet felé terjeszkedett, ezért a germán törzsek elleni védelem miatt a falakat megszélesítették és négyszögletes tornyokkal erősítették meg. A város alaprajza ellipszis alakot vett fel, melynek kelet-nyugati kiterjedése 1600 méter, észak-déli kiterjedése pedig 700 méter volt. A falak építése során a föld alatti részbe beépítették a vízvezetéket, mely már az i. e. 1. századtól a Jadro forrásától vezettek a vizet a városba.
- Salona amfiteátruma a 2. század második felében épült a város északnyugati részének a szélére. Az aréna, ahol a véres gladiátorviadalok zajlottak 19 ezer néző befogadására volt alkalmas. Az építmény alsó részén két szentélyt is feltártak. Az egyik Nemezisnek épült, akit gladiátorok tiszteltek. A másikat később a keresztények építették emlékül az arénában vértanúhalált halt testvéreiknek. Sokáig viszonylagos épségben állt, de a török-velencei háborúk idején a velenceiek lerombolták, nehogy falait erődítmény építésére használják fel. Később a romokat kőbányának használták. Alapfalai viszonylag jó állapotban maradtak fenn. Feltárása a 19. század közepén kezdődött, majd a 20. század első felében folytatódott.
- A város keleti részében a lakóépületek alkotta insulák maradványai, míg a Porta Caesareától délkeletre egy luxusvilla maradványai kerültek elő, mely valószínűleg a tartományi helytartó palotája volt. a palota padozatát mitológiai alakokat ábrázoló színes mozaikok díszítették.
- Salonán számos magán- és közfürdő alapfala is előkerült. A legjobb állapotban a nagy városi közfürdő maradt fenn, amely a 2. század végén épült a város keleti részében. Különösen nagy volt a fejlődés Diocletianus idejében, akinek a palotája a közeli Split területén állt. Ekkor több középület és kultikus épület is épült a városban. Különösen nagy tisztelete volt Mithrásznak, akinek több szentélyét is megtalálták a város területén. A 3. századtól Salonán jelentős keresztény közösség fejlődött ki, mely a Rómából érkezett Venanciusnak, Salona első keresztény püspökének a tevékenységét dicséri. Az ő utóda volt a szíriai származású Domnius, aki a 304-es keresztényüldözés során halt vértanúhalált.
- Az amfiteátrumtól mintegy kétszáz méterre keletre, a városfalak közelében állt a legrégibb salonai temetőbazilika, melyet annak az öt vértanúnak tiszteletére szenteltek, akik 304-ben Diocletianus testőrségéből lettek a keresztényüldözés áldozatai. Ezen a helyen, melyet ma Kapljučnak neveznek először egy kisebb pogány temető volt, majd a 4. században az öt vértanú sírja fölé keresztény templom épült. Ezt követően a korabeli szokásoknak megfelelően ide kezdtek temetkezni a helyi keresztény közösség tagjai. A 20. századi elején végzett feltárások során az 1. és a 4. század közötti sírok kerültek itt elő gazdag mellékletekkel. A bazilika valószínűleg a 4. század közepén épült. Az itt végzett feltárások során 1909-ben egy különleges helyzetű, szokatlanul nagy, díszes sírkőlappal fedett sírt találtak. A sírkőlapon az egyik vértanú szent Asterius neve állt, akinek ereklyéit valószínűleg az oltár alatt helyezték el.
- A Manastirine nevű helyen is régi épületek, köztük egy monostor romjai látszanak. Ezt a helyet a helyi hagyomány a város vértanú püspökével Szent Domnius-szal hozza kapcsolatba. A legenda szerint, melyet Bíborbanszületett Konstantin bizánci császár és Tamás spalatói főesperes is említ, a szentet itt temették el. A területen többször végeztek régészeti ásatásokat, melyek során nemcsak a több építési fázisban emelt épületegyüttes, hanem a körülötte levő számos, szarkofágokat rejtő temetőkápolna is napvilágra került.
- A városfalaktól mintegy másfél kilométerre északra a Milišića nevű településrészen található a Marusinac nevű romterület, mely egy temetői épületegyüttes maradványa. Az itt talált, Ivan pap által írt felirat szerint ez a hely Szent Anasztázia vértanú sírját jelöli. Legendája szerint Anasztázia Aquileiából érkezett Salonába, ahol életét áldozta hitéért. Itt is számos szakember (R. Egger, F. Bulić, M. Abramić és E. Dyggve) végzett több alkalommal ásatásokat. Ezek során megtalálták egy nagyméretű mauzóleum maradványait, melynek apszisában volt elhelyezve a szent testét rejtő szarkofág. Az épület felső része a szertartások megtartására szolgált. Ezen kívül két keresztény bazilika is állt itt, melyek közül az egyik nyitott középhajóval, narthexszel és átriummal rendelkezett. A nyitott teret keresztény sírok szegélyezték.
- Szűz Mária tiszteletére szentelt temploma, vagy ahogy a nép nevezi Gospa u Bristima a mai plébániatemplom helyén épült. Egyike volt annak a két templomnak, melyet Jelena Slava horvát királyné építtetett 976-ban. Alapjait a mai templom északi oldalán jelölik. Néhány történész szerint a solini Gospin-szigeten állt e vidék első horvát települése. A plébániatemplomban végzett feltárások során az oltár alatt széles római fal került elő, mely azt jelzi, hogy itt már az ókorban is római épületek álltak. A templom egy kettős bazilika (basilica geminatae) volt, melyet a horvát nemzeti királyok idejében a bencések szoktak építeni. Ez a templom volt valószínűleg a horvát királyok koronázó temploma egészen Zvonimir király idejéig, aki a Szent Péter és Mózes templomot (népi nevén Šuplja crkva, azaz Üreges templom) tette meg koronázó templommá. A népi hagyomány szerint Salonán hét horvát királyt koronáztak meg. A mai templom harangtornyának építése során 1898-ban Frane Bulić atya ásatásokat végzett a templom területén, ahol augusztus 28-án megtalálta az építtető Jelena királyné sírkőlapjának darabjait. A bevésett latin betűs felirat egyértelműen igazolta, hogy II. Krešimir király feleségének a sírját tárta fel. Egyúttal ez volt az első feltárt horvát királysír az országban. A régi Szűz Mária templom a feltárások szerint háromhajós bazilika volt, közel a mai plébániatemplommal azonos nagyságú. Valószínűleg egy korábbi épület faragott köveiből építették. A szakemberek szerint a homlokzatán egy, vagy két harangtorony állt. Mivel körülötte sok szilfa volt, a nép egyszerűen Szilfás Miasszonyunknak (Gospa u Bristima) kezdte nevezni, a templomtól nyugatra található forrást pedig Miasszonyunk kútjának nevezték.
- A Szent István templom szintén a 10. századból származik és ugyancsak Jelena Slava királyné építtette a Szűz Mária templommal egy időben. A Szent István templom háromhajós bazilika volt, ide temetkeztek a horvát királyi család tagjai. A sírokat a tatárok a 13. században kirabolták, de a templomot magát nem rombolták le. Ez onnan tudható, hogy a templomot 1342-ben még említi Mladen Šubić és a korabeli dokumentumok szerint is a 14. század végén még állt. Az ősi templomot valószínűleg a török rombolta le a 16. század elején. A török kiűzése 1648 után a régi alapokat felhasználva újjáépítették. Az újjáépítés mindenképpen 1670 előtt történt, mert a solin-vranjici plébánia anyakönyvében ez év szeptember 8-án már kereszteltek a templomban.
- A két bazilikától északra állt a keresztelőkápolna a keresztelőkúttal, a katekumenek oktatására szolgáló mozaikpadlós előtérrel és templomi bejáratánál nagyon értékes 6. századi oszlopfőkkel, melyek ma a spliti régészeti múzeumban láthatók. A kápolnában, mely szabálytalan nyolcszög alaprajzú volt kereszt alakú medencét építettek, melyet mára téglából rekonstruáltak. Tőle északkeletre állt a mintegy harminc helyiségből álló püspöki palota, melyek közül néhány gazdasági rendeltetésű volt.
- Salonától keletre a Jadro folyó mellett egy templom romjai találhatók, melyet a nép Šuplja crkvának, azaz Üreges templomnak nevezett el.[6] Az elnevezés abból az időből származik, amikor a templom falai még álltak és csak a teteje volt sérült. Ma már csak alapfalai látszanak. A háromhajós bazilikát Szent Péter apostol és Mózes tiszteletére szentelték. A nagy méretű bazilika a 6. századi ókeresztény bazilikák mintájára épült a 11. században. Arról nevezetes, hogy 1076-ban itt koronázták meg Zvonimir horvát királyt és feleségét Ilona királynét. A folyó közelsége miatt falait gyakran elérte a víz, sőt nemegyszer hosszabb ideig vízben álltak. A templom körüli régészeti feltárások 1927-ben kezdődtek, melyek után a falakat konzerválták. 1990-ben ismét megkezdték az ásatásokat, melyek lényegében még tartanak.
- A Gospin-szigettől északra a Gradina nevű helyen[7] várrom található, melyet Bulić szerint a 14. században építtetett Ugolino de Mala Branca spliti érsek, de más történészek 16. századinak és török építésűnek tartják. A romokon belül egy római alapokon épített, szokatlan alaprajzú templom maradványai is megtalálhatók, mely valószínűleg a 6. században épült, majd a 10. vagy a 11. században bővítették. A helyi hagyomány Szűz Mária tiszteletére szentelt templomnak tartja. Feltárása a 20. század első felében történt.
- Crkvina nevű határrészén egy sziklás kis magaslaton egy egyhajós, apszisos templomocska, mellette pedig kolostorépület alapfalai, valamint védőfalak maradványai találhatók. A templom már szerepel Zorzi Calergi 1675-ben készített topográfiai térképén. A közelben más romok is sejthetők a föld alatt egy szőlő, vagy olajprés maradványaival, de találtak itt a római korból származó tárgyakat és néhány kora középkori sírt is. Calergi térképe szerint a közelben malmok működtek.[8]
- A Szent Péter és Mózes-templom közelében a Jadro folyóban található a Dvorine-sziget. Ma a szigetet homok borítja. A Dvorine helynevet régóta használják a szigetre, a 19. századi kataszteri térképen már szerepel. A környező leletek alapján feltételezhető, hogy a név romokat jelzett, amelyek egykor láthatóak voltak ezen a helyen. Feltételezhetően ezek 10. - 11. századi maradványok voltak, esetleg régi horvát fejedelmi épületek álltak itt.[9]
- Mintegy 2 km-re északkeletre az ősi Salona falaitól a Salona - Klissza út mentén található az „Ilirska Salona” régészeti lelőhely. Itt egy roppant nagy méretű, ellipszis alakú őskori és ókori település állt, melynek hosszanti tengelye elérte az 1 km-t. A település a Kozjak-hegységtől nyugatra, az Ilija-patak irányában húzódott, északról és délről patakok vették körül. A település közepén egy nagyobb kiemelkedő rész, egyfajta akropolisz állt. Középen átvágta a Salon–Klissza út, mely két részre osztotta. A nyugati részen sűrűn álltak a házak, míg a keleti rész teljesen szabad, műveletlen terület volt. A települést a déli oldalon megalittömbökből épített falak vették körül, amelyek a máig megmaradtak. A falak építési technikája az őskori időszakra mutat, de a régészeti leletek alapján a település minden bizonnyal a késő ókorig lakott volt. Az általánosan elfogadott vélemény szerint egy az i. e. 3. század körül alapított illír település állt itt.[10]
- Salonától északkeletre, a Klissza felé vezető út mentén található „Rižinica” régészeti lelőhelye. Felfedezése egy véletlenül megtalált „PRO DUCE TREPIME (ro)” feliratú oltártöredéknek köszönhető. Kutatását 1895-ben kezdte meg a Bihać Társaság. Ennek során került elő 16 m hosszú és 7,40 m széles, félkör alakú apszissal rendelkező templom, mely tulajdonképpen egy ókeresztény oratórium volt, amelyet egy ősi villa rustica alapjaira építettek, és valószínűleg a 9. századig fennmaradt. Ekkor Trpimir horvát fejedelem helyreállíttatta. Ennek idejét az oltárt elválasztó korlát jellegzetességei alapján határozták meg. 10 régi horvát sírt is találtak, kőlapokkal borítva. A sírokban található leletek a temetkezések hosszú ideig tartó folytonosságát jelzik, mely az ókortól kezdve egészen a velencei uralom idejéig tartott. Rižinica régészeti lelőhelye a 19. század vége óta az egyik legfontosabb horvát lelőhely, mely egy Trpimirről szóló feliratnak köszönhető.[11]
- A Gašpa malom épületegyüttese az Üreges templomtól lefelé, a Jadro-folyó egyik mellékfolyója mentén helyezkedik el. A középkorban püspökök és királyok birtokában volt. Ez a malom a 18. század elején (1711 körül) épült, és azóta többször átépítették és javították, különösen az 1885-ös nagy áradás után.[12]

## Gazdaság
A település gazdaságának alapját régen a mezőgazdaság, az állattenyésztés és a halászat adta. A 20. század második felében azonban ugrásszerű gazdasági fejlődésen ment át. A lakosság beköltözésének és az ipari termelés megindulásának az alapját a cementgyártás képezte. Itt építették meg az ország legnagyobb cementgyártó vállalatának Dalmacijacementnek két üzemét. Bár a környezetvédők erőteljesen tiltakoztak amiatt, hogy a környezetvédelmi előírások figyelmen kívül hagyása kockázatot jelent a környező lakosság egészségére. A legnagyobb veszélyt mégsem ez, hanem a Vranjicon épített Salonit azbesztgyár jelentette, melynek bezárását már a lakosság is követelte. Itt építették fel „Viktor Lenac” hajógyár üzemét és a Jadranska sörgyárat is. Solinban található az INA olajvállalat dalmáciai üzleti központja, melynek adminisztrációs és raktározási részlegei mellett az olajtermékek átrakásához kikötői terminálja is működik. Palackozóüzeme van itt a Coca Cola gyárnak és részlege az autó- és hajóalkatrészeket gyártó Ad plastik vállalatnak is. Split közelsége miatt nagy bevásárlóközpontok, autókereskedések és hasonló szolgáltató-kereskedelmi objektumok találhatók a város területén. A turizmus az település történetéből adódó sajátosságok miatt csak gyengén fejlett.

## Oktatás
A városban három nyolcosztályos alapiskola működik, melyek Lovre Katića, Vjekoslav Parać és Jelena királyné nevét viselik. A városhoz tartozó településeken néhány négyosztályos területi iskola is működik. Tervben van egy EU alapokból létrehozandó nyolcosztályos iskola létesítése Ninčevići településen. A városnak nincs középiskolája.

## Kultúra és sport
A városban több együttes és kulturális-művészeti egyesület működik. Ilyenek a „Solin” énekkar, a mazsorett csoport, a „Zvonimir” városi zenekar, a „Vokalisti Salone” férfikar, a „Tamarin” női kar, a „Gospe od otoka” népdalkör, a „Kud Zvonimir” vegyeskar, több női és férfikórus, a „Salona” folklór együttes, az „Ad Libitum” mandolinzenekar, a „Salto” tornászklub és mások. Valamennyien gyakran nyernek díjakat a belföldi és külföldi kulturális eseményeken. Minden évben koncerteken mutatják be az elmúlt időszak munkájának gyümölcsét. Ezek a koncertek általában helyi jellegűek. A városban több mint tíz éve rendezik meg az „Ethnoambient” nemzetközi népi fesztivált, melyre a világ minden tájáról érkeznek előadók. 2005-ben Solinban rendezték meg a nemzetközi karikatúra kiállítást. A városban közkönyvtár, kiállító terem, mozi működik. A kulturális rendezvényeket gyakran szabadtéren rendezik.
A soliniak úgyszólván valóságos sportvárosban élnek. A lakosság mintegy tíz százaléka regisztrált profi vagy amatőr sportoló. Ez több mint ezerötszáz főt jelent. A legnevesebb sportegyesület a ŽRK Solin női kézilabdaklub, amely már évek óta a horvát első osztályban játszik. Minden korosztályban a legjobbak között vannak. A klub férfi megfelelője az RK Solin 2005 óta szintén az első osztályban szerepel. A labdarúgóklubok közül az NK Solin a horvát második ligában szerepel és általában a bajnokság felsőházában végez. Az NK Sloga és az NK Omladinac a megyei bajnokságban szerepelnek. Kosárlabdában a KK Solin férfiklub és a KK Salona női klub is a másodosztályú bajnokságban szerepelnek. Az egyik legsikeresebb sportklub a „Dalmacijacement” sportlövőklub, amely már több horvát bajnokot is kinevelt, sőt Vesna Domazet-Vitez személyében világbajnoka is van. A klub vezetője Siniša Vitez a horvát sportlövő szövetség elnöke sok nagy sikerrel a háta mögött. Az első horvát kerékpáros aki a világot bejárta szintén solini, Ante Tokić volt. 1991 és 1995 között a délszláv háború idején 56 országon kerékpározott keresztül és több mint ezer interjút adott a béke elősegítése érdekében. Solinban működik a többszörös horvát sakkbajnok klub a „DC Mravince”, de a településnek van tenisz és dzsúdó klubja is. Több innen indult sportoló került már az ország és Európa nagy klubjaiba. Például Joško Jeličić a Hajduk és a Dinamo egykori játékosa, Kristina Franić horvát válogatott kézilabdás, a Podravka játékosa, vagy Andrija Žižić kosárlabdázó, aki a Barcelona és válogatott játékosa volt. Említésre méltó még a 
Sinkro Labudet szinkronúszó klub, amely jelenleg a Poljudában edz, de már tervezik egy új uszoda építését, mely a klubnak is otthont ad majd.

## Galéria
- A plébániatemplom
- Az ókori Salona romjai
- A római színház romjai
- Salona – Az egykori püspöki székhely a fürdőkkel
- Az amfiteátrum romjai
- Az amfiteátrum rekonstrukciója
- Leányfej Salonából
- Ötlyukú ókori híd maradványai
- Salona fórumának romjai
- A Dionüszösz-templom romjai
- A Dionüszösz-templom rekonstrukciója
- A Porta Cesarea
- A városfalak maradványai
- Manastirine – a bazilika és az ókori nekropolisz maradványai.

## Fordítás
- Ez a szócikk részben vagy egészben  a   Solin című horvát Wikipédia-szócikk ezen változatának fordításán alapul.  Az eredeti cikk szerkesztőit annak laptörténete sorolja fel. Ez a jelzés csupán a megfogalmazás eredetét és a szerzői jogokat jelzi, nem szolgál a cikkben szereplő információk forrásmegjelöléseként.
- Ez a szócikk részben vagy egészben  a   Salona című horvát Wikipédia-szócikk ezen változatának fordításán alapul.  Az eredeti cikk szerkesztőit annak laptörténete sorolja fel. Ez a jelzés csupán a megfogalmazás eredetét és a szerzői jogokat jelzi, nem szolgál a cikkben szereplő információk forrásmegjelöléseként.